# Hagen Kleinert
Hagen Michael Kleinert (Twardogóra (Silezië), 15 juni 1941) is Professor in de Theoretische Fysica aan de Vrije Universiteit van Berlijn sinds 1968. Hij heeft het eredoctoraat mogen ontvangen van verschillende universiteiten en is Erelid van de Russische Academy of Creative Endeavors. Voor zijn bijdragen aan de deeltjesfysica en de fysica van vaste stoffen werd hem in 2008 de Max Born-Prijs toegekend en in datzelfde jaar ontving hij voor zijn bijdrage aan het Volume ter ere van de 100ste verjaardag van Lev Davidovich Landau
de Majorana Prijs 2008.
Kleinert heeft meer dan 370 wetenschappelijke publicaties over mathematische fysica, elementaire deeltjesfysica, atoomkernen, vaste-stoffysica, vloeibare kristallen, biomembranen, micro-emulsies, polymerisatie en over de theorie van de financiële markten op zijn naam staan.
Ook heeft hij verschillende wetenschappelijke boeken geschreven over Theoretische Fysica.
In de vierde uitgave van zijn bekendste werk: Path Integrals in Quantum Mechanics, Statistics and Polymer Physics and Financial Market wijdde hij een extra hoofdstuk aan de wijze waarop Path Integrals toegepast kunnen worden binnen de financiële markt. Deze uitgave heeft zeer lovende kritieken ontvangen.
Als jonge professor bezocht Kleinert in 1972 Caltech waar hij zeer onder de indruk raakte van Richard Feynman. Hier ontdekte hij hoe Feynmans Path Integrals toe te passen om het padintegraal van het waterstofatoom op te lossen. Deze ontdekking verruimde de toepasbaarheid van Feynmans methoden.
In een latere fase heeft Kleinert intensief samengewerkt met Richard Feynman hetgeen geleid heeft tot de Variationele Storingstheorie (Variational Perturbation Theory). En dit is tot op heden de meest nauwkeurige methode voor het uitrekenen van kritische exponenten, die waarneembaar zijn in de buurt van tweede orde faseovergangen.
Deze resultaten komen goed overeen met de metingen aan superfluid helium in andere experimenten die waarneembaar zijn in de buurt van tweede orde faseovergangen.
Binnen de kwantumtheorie over quarks ontdekte hij de oorsprong van de zogenaamde algebra van Regge residuen zoals eerder al was vermoed door N. Cabibbo, L. Horwitz en Yuval Ne'eman ((see p.232 in Ref.).
Samen met K. Maki verhelderde hij de structuur van de icosahedrale fase van quasikristallen.
Voor supergeleiders voorspelde hij in 1982 al een kritisch punt in het Fase Diagram tussen het Type-I en Type-II supergeleiders waar de volgorde van de overgang verandert van de tweede- naar de eerste soort.
Zijn voorspellingen werden in 2002 bevestigd door de Monte Carlo computer simulaties.
De theorie is gebaseerd op een nieuwe theorie die Kleinert verder ontwikkelde in zijn boek: Gauge Fields in Condensed Matter. In deze theorie worden de statistische eigenschappen van fluctuerende vortex- of defektlijnen beschreven als elementaire excitaties met behulp van velden, waar de Feynman diagrammen coderen voor deze lijnen. Deze 'wanorde velden theorie' is een duale versie van de gebruikelijke orde veldentheorie van L.D. Landau voor de beschrijving van faseovergangen.
Tijdens de Summer School in 1978 te Erice stelde Kleinert het bestaan van een gebroken supersymmetrie in atoomkernen voor, die ondertussen experimenteel geobserveerd werd.
Kleinerts collectieve kwantumveldentheorie en de Hadronisatie van quark theorieën
 zijn prototypen voor veel theoretische ontwikkelingen op het gebied van gecondenseerde materie, nucleaire en elementaire deeltjesfysica.
In 1986 introduceerde Kleinert de zogenaamde stijfheid als een nieuwe eigenschap van snaren als toevoeging aan de zogenaamde snaarspanning. Hierdoor werden de natuurkundige eigenschappen van snaren binnen de snarentheorie aanmerkelijk uitgebreid. Nadat de Russische Natuurkundige A. Polyakov
tegelijkertijd een soortgelijke uitbreiding voorstelde werd deze uitbreiding de Polyakov-Kleinert string genoemd.
Samen met A. Chervyakov ontwikkelde hij een uitbreiding van de theorie van de distributie van lineaire ruimte naar semi-groepen.
Deze uitbreiding werd mogelijk vanwege de natuurkundige vereiste dat path integrals onveranderlijk blijven tijdens transformaties van de coördinaten. Deze eigenschap is noodzakelijk voor de equivalentie van de path integral formulering voor de Schrodinger Theorie.
Als alternatief voor de Snaartheorie gebruikte Kleinert de analogie tussen non-euclidische geometrie en de geometrie van en de defecten in Kristallen (zoals geobserveerd in de Kristallografie) om zo tot een model van het universum te komen genoemd Wereld Kristal of Planck-Kleinert Crystal
Dit model wijkt aanzienlijk af van de Snaartheorie. Binnen dit model creëert materie defecten in ruimtetijd die curven ( krommingen) genereren en al de effecten beschreven in de Algemene Relativiteitstheorie.
Dit Model inspireerde de Italiaanse kunstenares Laura Pesce tot het creëren van een glazen beeldhouwwerk getiteld "Wereld Kristal" ( ook hier)
Kleinert is vooraanstaand lid van het Project IRAP (International Relativistic Astrophysics Ph.D.).
Hij is ook betrokken bij het European Science Foundation-project "Cosmology in the Laboratory".